# Kurt Franz
Kurt Hubert Franz (17. ledna 1914, Düsseldorf – 4. července 1998, Wuppertal) byl původně kuchař. V roce 1935 byl povolán do armády. Po propuštění z armády vstoupil do SS. Velmi krátkou dobu poté pracoval v koncentračním táboře Buchenwald. Posléze pracoval v zařízeních pro eutanazii Grafeneck, Brandenburg, Hartheim a Sonnenstein v rámci Akce T4. V dubnu 1942 byl poslán do vyhlazovacího tábora Belzec. Na počátku září 1942 byl převelen do vyhlazovacího tábora Treblinka jako zastupující a posléze i poslední řádný velitel tábora.
Franz byl v Treblince nejvyšším velícím důstojníkem, byl v každodenním styku s židovskými otroky v táboře. Zároveň patřil k těm nejbrutálnějším a nejobávanějším. Židé mu přezdívali „Lalka“ (v jidiš panenka) pro jeho fyzický vzhled. Po táboře se nejčastěji pohyboval na hřbetu koně a se svým psem, kterého velmi rád a často posílal proti vězňům. Franz byl v Německu v roce 1965 za své zločiny odsouzen na doživotí. Z vězení byl propuštěn v roce 1993. Zemřel 4. července 1998.